# Hans P. Koellmann
Hans P. Koellmann (* 8. November 1908 in Barmen; † 1992 in Dortmund) war ein deutscher Architekt und Hochschullehrer (Direktor) an der Werkkunstschule Dortmund.

## Leben und Wirken
Koellmann studierte Architektur an der Technischen Hochschule Stuttgart und arbeitete im Anschluss daran in verschiedenen Bereichen des Verkehrswesens, im internationalen Ausstellungsbau und im Industriebau. Er hatte einige Erfolge in Architekturwettbewerben.
Koellmann war zeitweise als Mitarbeiter von Rudolf Schwarz in Köln tätig.
1947 wurde er Dozent für architektonische Bau- und Raumgestaltung an der Saarbrücker Schule für Kunst und Handwerk. 1948 trat er die Nachfolge von Gabriel Guevrekian als Leiter der Bauklasse dieser Schule an. 1949–1953 führte er Wiederaufbau und Erweiterung des barocken Waisenhauses am Ludwigsplatz für die Schule für Kunst und Handwerk aus.
Koellmann war Mitglied im Deutschen Werkbund und ab 1956 redaktioneller Mitarbeiter der Zeitschrift „baukunst und werkform“.
Von 1957 bis 1971 amtierte er als Direktor der Werkkunstschule Dortmund.
1969 war Koellmann verantwortlich für die Rettung der Maschinenhalle der Zeche Zollern II/IV in Dortmund-Bövinghausen, er verhinderte den Abriss durch einen Aufruf an die Fachwelt und gab damit einen wesentlichen Impuls für die Unterschutzstellung von Industriedenkmälern. 1988 wurde er für diese Initiative vom Deutschen Nationalkomitee für Denkmalschutz mit der „Silbernen Halbkugel“ ausgezeichnet.
Der Nachlass von Hans P. Koellmann befindet sich im Archiv für Architektur und Ingenieurbaukunst NRW (A:AI).

## Schriften (Auswahl)
- Zur Problematik der Industrie-Baugeschichte und -Denkmalpflege in der Bundesrepublik Deutschland. in: Bernard Korzus: Fabrik im Ornament. Landschaftsverband Westfalen-Lippe, Westfälisches Museumsamt, Münster 1980.
- (mit Ulrich Krause) Dortmund. Streifzug mit Kamera und Feder. Ruhfus Verlag, Dortmund 1985, ISBN 3-7932-4101-7.
- Verkehrsknoten und Denkmalschutz. Geschichten um den Düsseldorfer Hauptbahnhof. in: Bauwelt 30–31/1986.